# Stephen C. Harrison
Stephen C. Harrison, né le 4 juin 1943 est professeur de chimie biologique et de pharmacologie moléculaire, professeur de pédiatrie et directeur du Centre de dynamique moléculaire et cellulaire de la Harvard Medical School, chef du laboratoire de médecine moléculaire du Boston Children's Hospital et chercheur du Howard Hughes Medical Institute.

## Éducation et carrière
Il obtient son baccalauréat en chimie et en physique à Harvard en 1963, et est ensuite boursier Henry au laboratoire de biologie moléculaire du MRC à Cambridge. En 1967, il obtient son doctorat en biophysique à Harvard, y est chercheur associé ainsi que chercheur junior à la Society of Fellows, et rejoint la faculté de Harvard en 1971.

## Recherches
Ses études approfondies sur la structure des protéines apportent des éclairages sur l’architecture virale, la reconnaissance ADN - protéine et la Signalisation cellulaire.
Harrison apporte d'importantes contributions à la biologie structurale, notamment en déterminant et en analysant les structures des virus et des protéines virales, par l'analyse cristallographique des complexes protéine-ADN, et par des études structurelles des mécanismes de commutation protéine-kinase. Initiateur de la cristallographie virale à haute résolution, il passe de ses premiers travaux sur le virus du rabougrissement buissonnant de la tomate (1978) à l'étude de pathogènes humains plus complexes, notamment la capside du virus Papillomavirus humain, l'enveloppe du virus de la dengue et plusieurs composants du VIH. Il oriente également une partie de ses recherches vers des assemblages encore plus complexes, tels que les vésicules recouvertes de clathrine. Il dirige l'équipe de biologie structurelle du Centre d'immunologie des vaccins contre le VIH/SIDA (CHAVI) lorsque celui-ci reçoit un financement du National Institute of Allergy and Infectious Diseases (NIAID) d'environ 300 millions de dollars pour s'attaquer aux principaux obstacles immunologiques au développement d'un vaccin contre le VIH et pour concevoir, développer et tester de nouveaux candidats vaccins contre le VIH.

## Prix
Il est membre de l'Académie américaine des arts et des sciences, de l'Académie nationale des sciences, de la Société américaine de philosophie, de l'Organisation européenne de biologie moléculaire et de l'Association américaine pour l'avancement des sciences. Il reçoit de nombreux prix :
- Prix Ledlie 1982, Université Harvard
- Prix Wallace P. Rowe 1988, Institut national des allergies et des maladies infectieuses
- Prix Louisa-Gross-Horwitz en 1990 (avec Don Craig Wiley et Michael Rossmann), Université Columbia
- Conférencier Harvey, The Harvey Society, New York en 1990
- Prix George Ledlie en 1995, Université Harvard
- Prix international de virologie du CII 1997
- Prix Paul-Ehrlich-et-Ludwig-Darmstaedter (avec Michael Rossmann) en 2001
- Prix Bristol-Myers Squibb en 2005 pour une contribution remarquable à la recherche sur les maladies infectieuses
- Prix Gregori-Aminoff en 2006 de cristallographie (avec David Stuart)
- Prix UCSD/Merck pour la réussite en sciences de la vie en 2007[14]
- Prix William Silen en 2011 pour l'ensemble de sa carrière en mentorat, Faculté de médecine de Harvard[15]
- Conférence Pauling en 2012, Université Stanford
- Élu membre étranger de la Royal Society de Londres en 2014[16]
- Prix Welch de chimie en 2015
- 48e Prix Rosenstiel en 2018 pour la recherche sur les protéines et les virus[17].

## Vie privée
Harrison est marié à Tomas Kirchhausen, professeur à la Harvard Medical School depuis 2013,. Ils se sont rencontrés pour la première fois en 1978 lors d'un dîner organisé par Ada Yonath. À l'automne 1979, Tom s'installe à Cambridge, dans le Massachusetts, pour travailler avec Harrison, et les deux sont en couple depuis.